# Malmö Airport
Malmø Lufthavn eller Sturup Lufthavn (IATA: MMX, ICAO: ESMS) er en lufthavn i Svedala Kommune i Skåne. Lufthavnen ligger cirka 28 km fra Malmø, 26 km fra Lund og 55 km fra det centrale København. 
Sturup Lufthavn blev indviet den 3. december 1972, hvor den afløste Malmøs tidligere lufthavn, Bulltofta

## Flyselskaber
1. Air Leap
2. Braathens Regional Airlines
3. Eurowings
4. Ryanair
5. SAS
6. Wizz Air

## Destinationer

### Indenrigs
- Stockholm-Arlanda (Ryanair, SAS)
- Stockholm-Bromma (Air Leap, Braathens Regional Airlines)
- Sälen-Trysil (Braathens Regional Airlines)
- Visby (Braathens Regional Airlines)
- Åre-Östersund (SAS)

### Europa
- Banja Luka (Wizz Air)
- Belgrad (Wizz Air)
- Budapest (Wizz Air)
- Bukarest (Wixx Air)
- Cluj-Napoca (Wizz Air)
- Gdansk (Wizz Air)
- Krakow (Ryanair)
- Nis (Wizz Air)
- Ohrid (Wizz Air)
- Pristina (Eurowings)
- Sarajevo (Wizz Air)
- Skopje (Wizz Air)
- Tirana (Wizz Air)
- Warsawa (Wizz Air)
- Zagreb (Ryanair)